# مرقد هفتاد ودو تن
مرقد هفتاد ودو تن (بالفارسية: امامزاده هفتاد و دو تن) هو مرقد شيعي تاريخي يعود إلى القرن السادس الهجري، ويقع في مقاطعة أراك.